# Severine Cornet
Severine Cornet (Valenciennes, vers el 1530 - Anvers, 1582 o 1583) fou un compositor francès.
Estudià a Itàlia i el 1578 fou nomenat mestre dels infants del cor de l'església de Nostra Senyora d'Anvers.
Se li deu: Chansons françaises a cinq, six et uit parties (Anvers, 1581), Cantiones musicae 5, 6, 7 et 8 vocum (Anvers, 1581), Madrigali a 5.6.7 et 8 voci (Anvers, 1581), i Motetti a 5,6,7 et 8 voci (Anvers, 1582):